# Euterebra taylori
Euterebra taylori is een slakkensoort uit de familie van de Terebridae. De wetenschappelijke naam van de soort is voor het eerst geldig gepubliceerd in 1860 door Lovell Augustus Reeve.